# ГЕС Běijīn
ГЕС Běijīn (北津水电站) — гідроелектростанція на сході Китаю у провінції Фуцзянь. Використовує ресурс із річки Chongyang, правої твірної Jianxi, котра, своєю чергою, є лівою твірною Міньцзян (впадає до Тайванської протоки у місті Фучжоу).
У межах проєкту річку перекрили бетонною гравітаційною греблею заввишки 27 м та завдовжки 424 м. Вона утримує водосховище з об'ємом 94,5 млн м3 (корисний об'єм 7,1 млн м3) та нормальним рівнем поверхні на позначці 108 м НРМ (під час повені рівень може зростати до 112,7 м НРМ).
Інтегрований у греблю машинний зал станції обладнали двома бульбовими турбінами потужністю по 25 МВт, які забезпечують виробництво 207 млн кВт·год електроенергії на рік.
Видача продукції відбувається по ЛЕП, розрахованій на роботу під напругою 110 кВ.